# Szojuz MSZ–08
A Szojuz MSZ–08 továbbfejlesztett Szojuz, egy orosz háromszemélyes szállító/mentőűrhajó, első űrrepülése 2018-ban volt a Nemzetközi Űrállomáshoz. Ez a Szojuz típus 137. repülése 1967-es első startja óta. A Szojuz MSZ–08 az orosz parancsnok mellett egy orosz és egy amerikai űrhajóssal a fedélzetén indult a kazahsztáni Bajkonuri űrrepülőtérről a Nemzetközi Űrállomásra. Ott a három új űrhajós csatlakozik az űrállomás három főből álló személyzetéhez, immár az 55. állandó legénység tagjaiként.

## Küldetés

### Indítás
A küldetés startja a tervek szerint 2018 márciusában lesz.

### Visszatérés
Az űrhajó tervezett visszatérése a Földre 2018 végén várható.

## Személyzet
| pozíció            | űrhajós                                                       |
| ------------------ | ------------------------------------------------------------- |
| parancsnok         | Szergej Prokopjev, RKA 55. alaplegénység első űrrepülése      |
| fedélzeti mérnök 1 | Oleg Artyemjev, RKA 55. alaplegénység második űrrepülése      |
| fedélzeti mérnök 2 | Andrew J. Feustel, NASA 55. alaplegénység harmadik űrrepülése |